# Novothymbris eylesi
Novothymbris eylesi är en insektsart som beskrevs av Knight 1974. Novothymbris eylesi ingår i släktet Novothymbris och familjen dvärgstritar. Inga underarter finns listade i Catalogue of Life.